# Bakugan Battle Brawlers
Bakugan Battle Brawlers (japanska 爆丸バトルブローラーズ) är ett japanskt actionäventyr för TV producerat av TMS Entertainment och Japan Vistec under ledning av Mitsuo Hashimoto. Berättelsen handlar om varelser som kallas Bakugan och Battle Brawlers. Den andra säsongen bär titeln New Vestroia och den tredje heter Gundalian Invaders.Serien handlar om en pojke som heter Dan och hans vänner Runo, Marucho, Julie, Shun, Alice och tillsammans är de Bakugan gänget.
Bakugans snabba framfart i television och internet har också medfört en viss popularitet inom spelvärlden där kända spelare har valt att hylla Bakugan Battle Brawlers genom att ändra deras namn till ämnen, karaktärer eller städer från spelet.
Ett känt exempel på det är den ökända duon "Bakugan - Brawlers" i Nintendos populära spel Super Smash Bros. for Nintendo 3DS och Wii U.